# Fast Cars
Fast Cars to piosenka rockowej grupy U2, pochodząca z jej wydanego w 2004 roku albumu, How to Dismantle an Atomic Bomb. Dostępna była ona jednak wyłącznie jako bonusowy utwór na japońskich, brytyjskich oraz kolekcjonerskich wydaniach tej płyty. "Fast Cars" jest jedynym znanym utworem, którego tekst nawiązuje do tytułu całego albumu. Miks piosenki, stworzony przez Jacknife'a Lee, został wydany na singlach "All Because of You" i "Sometimes You Can’t Make It on Your Own".
Wczesne demo piosenki, zatytułowane "Xanax and Wine", zostało wydane w iTunes na cyfrowym box secie The Complete U2.